# Sigmund Haringer
Sigmund Haringer (Múnich, Imperio alemán, 9 de diciembre de 1908-23 de febrero de 1975) fue un futbolista alemán que jugaba como defensa.

## Selección nacional
Fue internacional con la selección alemana en 15 ocasiones. Formó parte de la selección que obtuvo el tercer lugar en la Copa del Mundo de 1934.

### Participaciones en Copas del Mundo
| Mundial                        | Sede   | Resultado    | Partidos | Goles |
| ------------------------------ | ------ | ------------ | -------- | ----- |
| Copa Mundial de Fútbol de 1934 | Italia | Tercer lugar | 3        | 0     |

## Clubes
| Club             | País          | Año       |
| ---------------- | ------------- | --------- |
| Bayern de Múnich | Alemania nazi | 1928-1934 |
| Wacker Múnich    | Alemania nazi | 1934-1939 |
| 1. FC Núremberg  | Alemania nazi | 1939-1940 |

## Palmarés

### Campeonatos regionales
| Título         | Club            | País          | Año  |
| -------------- | --------------- | ------------- | ---- |
| Gauliga Bayern | 1. FC Núremberg | Alemania nazi | 1940 |

### Campeonatos nacionales
| Título            | Club             | País                | Año  |
| ----------------- | ---------------- | ------------------- | ---- |
| Campeonato alemán | Bayern de Múnich | República de Weimar | 1932 |
| Copa de Alemania  | 1. FC Núremberg  | Alemania nazi       | 1939 |